# コースト・プール・トレイン
コースト・プール・トレイン(Coast Pool train)はワシントン州シアトルとオレゴン州ポートランドを結び1940～60年代にかけて運行された旅客列車。3～4往復運行されユニオン・パシフィック鉄道、ノーザン・パシフィック鉄道、グレート・ノーザン鉄道の3社が運行に当たった。ポートランドからサザン・パシフィック鉄道の旅客列車カスケードやユニオン・パシフィック鉄道の旅客列車シティ・オブ・ポートランドを介してカリフォルニア州オークランドや、イリノイ州シカゴに直通する車両を連結していた。
1971年に全米鉄道旅客輸送公社・アムトラックの発足により運行終了となったが、現在はアムトラックのコースト・スターライトがロサンゼルスとシアトル間を運行している他、アムトラック・カスケーズが、ほぼ同じ区間を運行している。